# Cătălin Mitulescu
Cătălin Mitulescu (ur. 13 stycznia 1972 w Bukareszcie) – rumuński reżyser, scenarzysta i producent filmowy. Jeden z głównych przedstawicieli rumuńskiej nowej fali.

## Życiorys
W 2001 ukończył studia na Wydziale Reżyserii na Narodowym Uniwersytecie Sztuki Teatralnej i Filmowej im. I.L. Caragiale (UNATC) w Bukareszcie. 
Laureat Złotej Palmy na 57. MFF w Cannes za film krótkometrażowy Korek drogowy (2004). Jego debiut fabularny Tak spędziłem koniec świata (2006) oraz kolejny film Kochanek (2011) miały swoją premierę odpowiednio na 59. i 64. MFF w Cannes w sekcji "Un Certain Regard".
Zasiadał w jury sekcji "Cinéfondation" na 72. MFF w Cannes (2019).